# Эдвардс, Хью (гребец)
Хью Роберт Артур Эдвардс (англ. Hugh Robert Arthur Edwards, 17 ноября 1906, Вудсток, Оксфордшир — 21 декабря 1972, Саутгемптон, Гэмпшир) — британский гребец и пилот, двукратный олимпийский чемпион летних Олимпийских игр 1932 года в двойках распашных без рулевого и в четвёрках, двукратный победитель Игр Британской империи, трёхкратный победитель Grand Challenge Cup, проходившего в рамках Королевской регаты Хенли.

## Биография
Хью Эдвардс родился в 1906 году в Вудстоке. В 1925 году начал обучение в Крайст-черче, а уже в 1926 году был выбран в сборную Оксфорда для участия в престижной гонке Оксфорд — Кембридж. Во время гонки Эдвард почувствовал себя плохо и Кембридж одержал победу. В 1927 году, провалив экзамены, Эдвардс покинул колледж и стал работать школьным учителем. Также параллельно с работой Хью стал заниматься греблей в лондонском гребном клубе. С 1928 по 1930 год Эдвардс в составе восьмёрки становился победителем Grand Challenge Cup, проходившего в рамках Королевской регаты Хенли. В 1930 году Хью стал двукратным победителем первых Игр Британской империи в четвёрках с рулевым и восьмёрках.
В августе 1932 года Эдвардс в составе сборной Великобритании отправился в США для участия в Олимпийских играх в Лос-Анджелесе. На Играх Эдвардс выступил сразу в двух дисциплинах — двойках распашных без рулевого вместе с Льюисом Клайвом и в четвёрках, в срочном порядке заменив Томаса Тайлера, заразившегося гриппом по прибытии в США. Партнёрами по лодке стали Джон Бэдкок, Джек Бересфорд и Роулэнд Джордж. Во всех четырёх заездах, в которых Хью принимал участие, сборная Великобритании приходила к финишу первой, благодаря чему Эдвардс по итогам Игр стал сразу двукратным олимпийским чемпионом, причём обе победы были одержаны в один день. Хью стал вторым человеком в истории кому удалось это сделать.
После Олимпийских игр Эдвардс стал выступать в авиационных соревнованиях. В 1935 году ему удалось стать вторым на Кубке Короля. Во время Второй мировой войны Эдвардс служил в береговой охране ВВС Великобритании. Во время боевых действий самолёт, управляемый Эдвардсом, потерпел крушение в Атлантическом океане и Хью пришлось четыре мили плыть на шлюпке через минное поле. Был демобилизован в 1946 году в звании полковника авиации. С 1949 года с перерывами тренировал гребную команду в Оксфорде, а также был тренером британской восьмёрки на Играх 1960 года. В 1962 году был тренером четвёрки из Уэльса, завоевавший серебряные медали на Играх Британской империи и Содружества наций, причём в составе сборной выступали два его сына.
Хью Эдвардс умер 21 декабря 1972 года в Саутгемптоне. В его честь названа четырёхместная лодка, принадлежащая Крайст-черчу.

## Книги
- Эдвардс Х. The Way of a Man with a Blade. — Abingdon: Routledge & Kegan Paul PLC, 1963. — 198 с.